# Ctenus undulatus
Ctenus undulatus là một loài nhện trong họ Ctenidae.
Loài này thuộc chi Ctenus. Ctenus undulatus được miêu tả năm 2003 bởi Steyn & Van der Donckt.